# Campeonato de España de Atletismo en pista cubierta de 1970
El VI Campeonato de España de Atletismo en pista cubierta, se disputó el día 28 de febrero de 1970 en las instalaciones deportivas de Palacio de los Deportes, Madrid, España.

## Resultados

### Hombres
| Evento              | Oro                     | Plata                         | Bronce                     |
| ------------------- | ----------------------- | ----------------------------- | -------------------------- |
| 60 m                | Juan Carlos Jones 6.7   | José Luis Sánchez Paraíso 6.7 | Fernando Escrivá 6.7       |
| 400 m               | Ramón Magariños 48.4    | Francisco Suárez Canal 49.5   | Roberto Tortosa 50.1       |
| 800 m               | Juan Borraz 1:50.7      | Isidro Solórzano 1:51.5       | Álvaro González 1:54.7     |
| 1500 m              | Alberto Esteban 3:54.3  | Rafael García 3:55.8          | José Ramón Menéndez 4:00.0 |
| 60 m vallas         | Rafael Cano 8.2         | Gerardo Trianes 8.3           | Luis Toro 8.3              |
| Salto de altura     | Luis María Garriga 2,11 | José Antonio Martín 2,01      | Gustavo Marqueta 2,01      |
| Salto con pértiga   | Ignacio Sola 4,95       | Carlos Hevia 4,40             | Daniel Cobo 4,20           |
| Salto de longitud   | Rafael Blanquer 7,63    | Jacinto Segura 7,48           | Pedro Pablo Fernández 7,05 |
| Triple salto        | Luis Felipe Areta 15,81 | Jesús Bartolomé 15,72         | Francisco Castrillo 15,81  |
| Lanzamiento de peso | Antonio Herrería 16,54  | Manuel Ruiz Parajón 15,15     | Bonifacio Allende 14,16    |

### Mujeres
| Evento              | Oro                                | Plata                           | Bronce                       |
| ------------------- | ---------------------------------- | ------------------------------- | ---------------------------- |
| 60 m                | Pilar Fanlo 8.0                    | Isabel Montaña 8.0              | Concepción Lázaro 8.0        |
| 400 m               | María Feu 59.7                     | Coro Fuentes 1:00.1             | Ana Lorenzo 1:01.1           |
| 800 m               | Coro Fuentes 2:18.4                | Belén Azpeitia 2:21.7           | Consuelo Alonso 2:21.9       |
| 60 m vallas         | María Jesús Sánchez 18.1 (9.0+9.1) | Ana María Molina 18.9 (9.5+9.4) | Isabel Muñoz 20.5 (10.6+9.9) |
| Salto de altura     | María Carmen Negro 1,59            | Sagrario Aguado 1,56            | Teresa María Roca 1,56       |
| Salto de longitud   | Pilar Fanlo 5,49                   | Sagrario Aguado 5,22            | María José Gago 5,21         |
| Lanzamiento de peso | Ana María Molina 12,62             | Concepción Laso 11,41           | María Ángeles Muguiro 10,30  |

## Récords batidos
| Tipo              | Sexo    | Prueba            | Atleta             | Marca  |
| ----------------- | ------- | ----------------- | ------------------ | ------ |
| Récords de España | Hombres | 800 m             | Juan Borraz        | 1:50.7 |
| Récords de España | Hombres | Salto de longitud | Rafael Blanquer    | 7,63   |
| Récords de España | Mujeres | Salto de altura   | María Carmen Negro | 1,59   |
| Récords de España | Mujeres | Salto de longitud | Pilar Fanlo        | 5,49   |